# Bernhard Hertz
Bernhard Hertz (1834 - 1909) var en dansk guldsmed, der etablerede en sølvvarefabrik i København med navnet Bernhard Hertz Guldvarefabrik. Hans tidligere bygning i Store Kongensgade 23 blev fredet i 1989. Hans firma Bernhard Hertz A/S, der blev grundlagt i 1858, blev fusioneret med Lund Copenhagen i 1985.

## Opvækst og familie
Bernhard Hertz blev født ind i en velhavende jødisk familien København. Han var det fjerde af ni børn af Abraham Hertz (1799-1885) og Adelaide Meye (1804–1881). Hans far ejede et garveri i Rosenborggade 5. Det blev senere drevet videre af Bernhards yngre søn Meyer Hertz som Hertz Garveri & Skotøjsfabrik. Hans farfar var grosserer Jacob Salomon Meyer.

## Karriere
Hertz blev færdigudlært guldsmed i 1858. Hans svendestykke, en armring, blev købt af Frederik 7. for 300 rigsdaler og givet til grevinde Danner. Armringen er i dag udstillet på Designmuseum Danmark.
Hertz brugte pengene fra salget til at starte sin egen virksomhed samme år. Han specialiserede sig i moderne smykker med blomstermotiv og replika af gamle smykker. Firmaet var ledende inden for feltet skønvirke (Art Nouveau) i begyndelsen af 1900-tallet.
For at gøre sine smykker tilgængelige for en brede kundegruppe begyndt Hertz at producere replikaer af samtidige smykker i sølv i stedet for guld, og han introducerede maskiner i produktioner til at rulle og lave visse typer mønstre. I 1887 opførte han en fabriksbygning i gården i Store Kongensgade. Hertz døde i 1909.

## Arv
Firmaet Bernhard Hertz A/S blev købt af Lund Copenhagen i 1985.
Hertz' tidligere sølvfabrik i Store Kongensgade blev fredet af kulturstyrelsen i 1989. Fabrikken blev bygget efter Hertz' egne tegninger. Den ældre bygning ud til gaden, er fra 1850 og er tegnet af C.O. Aagaard, og den er også en del af fredningen..

## Yderligere læsning
- Historien om en guldarmring : noter om guldsmeden Bernhard Hertz og hans virksomhed i anledning af A/S Bernhard Hertz' 100 årsdag 26. april 1958 (1958)